# Liste der FFH-Gebiete im Landkreis Tirschenreuth
Die Liste der FFH-Gebiete im Landkreis Tirschenreuth zeigt die FFH-Gebiete des Oberpfälzer Landkreises Tirschenreuth in Bayern. Teilweise überschneiden sie sich mit bestehenden Natur-, Landschaftsschutz- und EU-Vogelschutzgebieten.
Im Landkreis befinden sich 13 und zum Teil mit anderen Landkreisen überlappende FFH-Gebiete.
| Basaltkuppen im Raum Kemnath                               |    | 6137-302 WDPA: 555521381 | Landkreis Neustadt an der Waldnaab, Landkreis Tirschenreuth                       |  | ⊙ | 81,00    |  |
| Basaltkuppen in der Nördlichen Oberpfalz                   | BW | 6039-301 WDPA: 555521329 | Landkreis Tirschenreuth                                                           |  | ⊙ | 224,00   |  |
| Bergwiesengebiet Altglashütte                              | BW | 6240-301 WDPA: 555521428 | Landkreis Tirschenreuth                                                           |  | ⊙ | 72,00    |  |
| Grenzbach und Heinbach im Steinwald                        | BW | 6138-371 WDPA: 555521382 | Landkreis Tirschenreuth                                                           |  | ⊙ | 165,80   |  |
| Haidenaabtal und Gabellohe                                 |    | 6137-301 WDPA: 555521380 | Landkreis Bayreuth, Landkreis Tirschenreuth                                       |  | ⊙ | 112,00   |  |
| Moorgebiet bei Bärnau                                      |    | 6240-302 WDPA: 555521429 | Landkreis Tirschenreuth                                                           |  | ⊙ | 53,00    |  |
| Scheibenwiese bei Ebnath                                   | BW | 6037-372 WDPA: 555521328 | Landkreis Tirschenreuth                                                           |  | ⊙ | 3,41     |  |
| Seibertsbachtal                                            | BW | 6039-372 WDPA: 555521331 | Landkreis Tirschenreuth                                                           |  | ⊙ | 39,56    |  |
| Serpentinstandorte in der nördlichen Oberpfalz             |    | 6138-372 WDPA: 555521383 | Landkreis Schwandorf, Landkreis Neustadt an der Waldnaab, Landkreis Tirschenreuth |  | ⊙ | 119,19   |  |
| Spirkenmoor bei Griesbach                                  | BW | 6141-301 WDPA: 555521385 | Landkreis Tirschenreuth                                                           |  | ⊙ | 67,00    |  |
| Waldnaabtal zwischen Tirschenreuth und Windisch-Eschenbach |    | 6139-371 WDPA: 555521384 | Landkreis Neustadt an der Waldnaab, Landkreis Tirschenreuth                       |  | ⊙ | 2.618,33 |  |
| Wondreb zwischen Leonberg und Waldsassen                   | BW | 6039-371 WDPA: 555521330 | Landkreis Tirschenreuth                                                           |  | ⊙ | 95,09    |  |
| Wondrebaue und angrenzende Teichgebiete                    | BW | 6040-371 WDPA: 555521332 | Landkreis Tirschenreuth                                                           |  | ⊙ | 235,52   |  |
| Legende für Fauna-Flora-Habitat                            |    |                          |                                                                                   |  |   |          |  |